# Manuel Jorge
Manuel Jorge (Chantada, Lugo; 1929-Jávea, 24 de mayo de 2020) fue un arquitecto y pintor español, activo durante las décadas centrales de la segunda mitad del siglo xx. Conocido por ser pionero en la proyección de viviendas de arquitectura orgánica y sostenible.
Realizó una gran parte de su obra en la ciudad alicantina de Jávea, donde residió desde 1963 hasta 2020. El ayuntamiento le dedicó una calle en 2009 por su influencia en la ciudad. Las ciudades de Jávea y Valencia han organizado exposiciones retrospectivas de su obra. En 2011, recibió el Premi d'Honor al mèrit arquitectònic i urbanístic, por parte del ayuntamiento de Pedreguer.

## Biografía
Nace en 1929, en Chantada (Lugo), en el seno de una familia humilde. Estudió el Bachillerato en su localidad natal. En 1947 se trasladó a Madrid para preparar el ingreso en la Escuela Superior de Arquitectura. En la capital aprendió dibujo a lo largo de siete años en el estudio del pintor Pedro Tavera. Además, estudió Ciencias Exactas y también Cálculo infinitesimal. En 1959 obtuvo el título de Arquitecto Superior. Nada más licenciarse, volvió a Chantada para dedicarse a la pintura de forma autodidacta. Un año después, en 1960, vivió y pintó en Menorca. Realizó entonces unos trabajos que le valieron la organización de una exposición en 1961 en la Galería Biosca de Madrid, dirigida en aquel entonces por Juana Mordó. El mismo año obtuvo otra muestra en la Galería Syra de Barcelona y una exposición colectiva en la Sala de Arte del Hostal de los Reyes Católicos de Santiago de Compostela. En el transcurso del año 1961 se trasladó a Cadaqués (Gerona), donde conoció a la pintora finlandesa, Christina Snellman, quien pronto fue su esposa. Un año más tarde, regresó a Chantada, donde siguió cultivando la pintura.[cita requerida]
A partir de 1963, Manuel Jorge y su esposa se instalan en Jávea (Alicante). En esta localidad mediterránea proyectó, auspiciado por Guillermo Pons, sus primeras obras arquitectónicas. En 1965 obtuvo el título de doctor en Arquitectura. Esta época marcó el comienzo de una actividad muy fecunda en la arquitectura. 
En 1975 se trasladó con su esposa a París (Francia). Viven y pintan en la Cite Internacionale des Arts, fundada en los años cincuenta según una idea de Eero Snellman, el padre de Christina. En esta época alcanzó proyección a nivel internacional. Un proyecto destacado fue el encargado por Abdulrahman Al-Issa en 1981 para que construyera una villa de notable superficie en Riadh (Arabia Saudí). Al poco tiempo regresaron a  Jávea, donde estableció la fundación Manuel Jorge, inscrita en el Registro de Fundaciones de la Comunidad de Valencia el 5 de septiembre de 2003, cuyo objetivo era preservar y difundir su obra.
Falleció a los noventa y un años el 24 de mayo de 2020 a causa de complicaciones derivadas del postoperatorio de una fractura de cadera.

## Obra
Realizó más de 2 000 obras a lo largo de su trayectoria profesional, de las cuales más de 100 se levantaron en Játiva. Parte de los proyectos arquitéctónicos que realizó estuvieron basados en la idea del perjuicio de la globalización referido a la merma de creatividad y originalidad en las proyecciones, razón por lo que impulsó construcciones integradas en el entorno natural. Sus proyectos se caracterizan por las formas curvilíneas, la incorporación de celosías o la incorporación de elementos azules.

### Arquitectura
- El Caracol, (1964). Vivienda basada en la arquitectura orgánica y sostenible.[2]
- Casas de Fidias (1972). Conjunto arquitectónico de ocho viviendas encargado por Guillermo Pons Ibáñez.[14]
- K 04 (1999)
- Los azules, vivienda.[16][17]

### Obra pictórica
La producción pictórica se centró en el retrato monocromo en una primera etapa que discurrió entre 1961 y 1999, parte de la colección se conserva en el Museo Arqueológico Soler Blasco. Realizó paisajes y obra abstracta.